# Kampfgeschwader 157 »Boelcke«
Kampfgeschwader 157 »Boelcke« (dobesedno slovensko: Bojni polk 157 »Boelcke«; kratica KG 157) je bil bombniški letalski polk (Geschwader) v sestavi nemške Luftwaffe.

## Organizacija
- štab
- I. skupina
- II. skupina
- III. skupina

## Vodstvo polka
Poveljniki polka (Geschwaderkommodore)
- Major Richard Putzier: 1. april 1937
- Polkovnik (Oberst) Hans Behrendt: 1. februar 1939